# Al-Qadisiyah (Jordanie)
Pour les articles homonymes, voir Al-Qadisiya.
Al-Qadisiyah, Qhadesiyeh ou Qadisiyah est une localité de Jordanie dans la province de Tafilah. Située sur la route royale n°49 à 200 km au sud d'Amman la capitale jordanienne. Al-Qadisiyah est le centre de séjour pour les touristes qui visitent la réserve de biosphère de Dana proposée à l'inscription sur la liste du patrimoine mondial de l'UNESCO en 2007.
- Environ 8200 habitants en 2008